# 高杉晋吾
高杉 晋吾（たかすぎ しんご、1933年3月18日 - ）は日本の社会評論家、ジャーナリスト。本名、石川晋吾。

## 来歴
秋田県秋田市生まれ。1957年、早稲田大学第一文学部卒業。団体記者を経て、1962年、日本社会党機関紙「社会新報」記者となるが、1970年にフリーランスとなり、『朝日ジャーナル』『現代の眼』などにルポや論文を発表。
袴田事件を当初から冤罪であると考え、死刑判決後にルポを発表するなど20年にわたり支援活動に携わる。人体実験についての著作も複数ある。

## 取材した事件
- 袴田事件
- 臺実験[4]
- 新潟ツツガムシ人体実験事件
- 名古屋市立乳児院の乳児に対する人体実験
- 麻布高校野次事件

## 著書
- 『頭脳支配』三一新書　1971
- 『差別構造の解体へ 保安処分とファシズム「医」思想』三一書房　1972
- 『現代日本の差別構造 「健全者」幻想の破産』三一書房　1973
- 『日本医療の原罪 人体実験と戦争責任』亜紀書房　1973
- 『日本の人体実験 その思想と構造』三笠書房　1973
- 『教育棄民 選別と差別に抗する青春群像』ダイヤモンド社　1974
- 『国家と殺意 保安処分=管理と虐殺の時代』田畑書店　1974
- 『部落差別と八鹿高校』三一新書　1975
- 『教育差別からの解放』三一書房　1976
- 『ルポ職業病棟』ダイヤモンド社　1976
- 『障害者解放と労働運動』社会評論社　1977
- 『部落差別と冤罪』三一新書　1977
- 『受験校 つくられる神童たち エリート教育の内側をえぐる』学陽書房　1979　ドキュメント現代の教育
- 『権力の犯罪 ドキュメント冤罪』新泉社　1980　のち講談社文庫
- 『死に急ぐ子どもたち 学校教育を撃つ』三一書房　1980
- 『日本のダム』三省堂選書 1980
- 『地獄のゴングが鳴った』三一新書　1981
- 『不安な教師たち』日本書籍　1981
- 『七三一部隊細菌戦の医師を追え 今も続く恐怖の人体実験』徳間書店　1982
- 『生と死の差別構造』三一書房　1983
- 『黒いカプセル 死を招く薬の犯罪 告発ルポ』合同出版　1984
- 『にっぽん国角栄村』三一書房　1984
- 『にっぽんのアウシュウィッツを追って』教育史料出版会　1984
- 『水が滅びる』三一書房　1986
- 『子どもに何が起きているのか』三一新書　1987
- 『主婦が変われば社会が変わる ルポ・生活クラブ生協』海鳴社　1988
- 『産業廃棄物』岩波新書　1991
- 『産業エコロジー革命』日本経済新聞社　1992
- 『環境国家への挑戦 循環型社会をめざして』日本放送出版協会・NHKブックス 1993
- 『北九州エコタウンを見に行く。 循環型産業都市モデル』ダイヤモンド社　1999
- 『循環型社会の「モデル」がここにある。 時代を切り拓く「勇者」の条件』ダイヤモンド社　2001
- 『洗剤ゼロへの挑戦 「洗剤ゼロ・コース」洗濯機のインパクト』ダイヤモンド社　2003
- 『崩壊する産廃政策 ルポ青森・岩手産廃不法投棄事件』日本評論社　2003
- 『土壌汚染リスク 「現場」の実態と解決モデル』ダイヤモンド社　2004
- 『谷間の虚構 真相・日本の貌と八ツ場ダム』三五館　2010
- 『袴田事件・冤罪の構造　死刑囚に再審無罪へのゴングが鳴った』合同出版　2014

## 関連人物
- 江川紹子 - 袴田事件についての著書が再刊された際に、解説を付記した。
- 五木寛之 - 学友[5]。